# 黒峯神社
黒峯神社（くろみねじんじゃ）は、群馬県桐生市黒保根町水沼にある神社である。祭神は菅原道真、旧社格は村社。

## 概要
旧水沼村の鎮守であり、社名の「黒峯」は、町名の黒保根と同じく赤城山の異称である。近隣の貴船神社や栗生神社と比較すると著名性は低く、地元の人でも神社の存在は認知しているものの、初詣客は極僅かである。

## 所在地
- 群馬県桐生市黒保根町水沼336番地

国道122号水沼交差点から群馬県道257号根利八木原大間々線を根利方面に100メートルほど進んだ地点に鎮座する。付近は水沼地区の中心部であり、桐生市役所黒保根支所や桐生警察署黒保根駐在所などがある。
境内裏には獣道が続き、高台にある桐生市立黒保根小学校や桐生市立黒保根中学校に通じており、地元の小中学生が登下校の近道として利用している。また、東の常鑑寺近くには火葬場があった。昭和の戦時期には、地元出征の兵士の戦勝祈願が行われ、祈願札が奉納された。

## 交通
- 黒保根町路線バス（沼田屋タクシー）町内巡回線または本宿～上田沢線「保育園前」バス停下車。